# Włodzimierz Zawadzki
Włodzimierz Jan Zawadzki est un lutteur polonais, né le 28 septembre 1967.

## Biographie
Avec Andrzej Wroński et Kazimierz Lipień, Włodzimierz Zawadzki fait partie des meilleurs lutteurs polonais du XXe siècle.

## Palmarès
Dans la catégorie moins de 62 kg, en Gréco-romaine : 

### Jeux olympiques
- Atlanta 1996:  1er
- Barcelone 1992

### Championnats du monde
- Médaille d'argent en 2002, à Moscou.
- Médaille de bronze en 1997, à Wrocław.
- Médaille d'argent en 1995, à Prague.
- Médaille de bronze en 1994, au Tampere.

### Championnats d'Europe
- Médaille d'or en 1999, à Sofia.
- Médaille d'or en 1995, à Besançon.
- Médaille d'or en 1991, à Aschaffenburg.

### Championnat de Pologne
- Champion national à 12 reprises: 1990, 1991, et de 1993 à 2002.

## Distinction et honneurs
Il est récipiendaire de la Croix de Chevalier de l'Ordre Polonia Restituta.